# Opernturm
De Opernturm  is een kantoorgebouw in Frankfurt am Main, Hessen, Duitsland. Met een hoogte van 170 meter is het gebouw het dertiende hoogste in de stad.
Het gebouw telt 42 verdiepingen en werd voltooid in 2010. De belangrijkste huurder is de Zwitserse bank UBS.